# Vladimir Padwa
Vladimir Padwa (1900-1981), compositor, pianista y miembro de la Facultad de la Universidad de Nueva York.

## Biografía
Nació en Rusia, cursó sus estudios en Leipzig, Leningrado y Berlín. Fue discípulo de Ferruccio Busoni. Fue uno de los miembros fundadores del Primer Cuarteto de Piano (First Piano Quartet). Fue el presidente anterior del departamento del piano de la universidad de Nueva York de la música.
Sus composiciones incluyen un ballet llamado "Tom Sawyer", una sinfonía, concierto para dos pianos, ópera de un acto, y el "Compartimiento #7" el cual fue escogido por la Ciudad de Nueva York para pertenecer al "Opera America Showcase".
Murió a la edad de 81 años por un ataque cardíaco en su casa en Manhattan un jueves.